# Liste der Adelsgeschlechter namens Mayer
Es gab und gibt zahlreiche bürgerliche Familien, die den Namen Mayer (Meier oder Meyer) tragen. So gab es im Laufe der Jahrhunderte auch zahlreiche adelige Familien und Personen mit diesem Namen. Daher kann auch diese Liste hier nicht vollständig sein.

## Maier
Maier, Daniel1630 geadelt
Maier, Daniel WilhelmKriegsrat, preußischer Adel am 19. September 1796
Maier von Winterhaldeösterreichischer Adel 1851

## Mayer
Mayerein steyermärkisches Geschlecht, das im Jahr 1601 besonders bekannt war (Gauhe führt vierzehn verschiedene Mayr, Maier, Meier in der Schweiz s. u.)
Mayer, Kristofkaiserlicher Hoffourier, erlangte 1629 den Adelstand
Mayer, Jakob Kristofkaiserlicher Hofkammerkanzlist, Adelsbestätigung 1630 (möglicherweise mit Mayer 1629 identisch)
Mayer, Johannniederösterreichischer Landschaftskassier, Adel 1654
MayerGebrüder in österreichischen Diensten wurden geadelt
Mayer, Adammarkgräflich burgauischer Sekretär, Adel 1658
Mayer BalthasarVerwalter des Landgerichts Großenzersdorf in den österreichischen Erblanden, wurde 1665 in den Reichsadelstand erhoben
Mayer, F.kurbayerischer geheimer Rat, wurde in den Adelstand erhoben
Mayer, LorenzPfleger in Wangen in Tirol, erhielt im Jahr 1676 einen Wappenbrief, Karl Lorenz Meyer kurbayrische Staatsschuldentilgungskommissions-Assessor und Großhändler in München erhielt am 10. März 1808 ein Ritter- und Adelsdiplom vom König auf Vorbitte der Tiroler Landstände
Mayer, Johann AdamAdministrator des Salzwesens in Schlesien, erlangte 1692 die Reichsritterwürde
Mayer, Johannerlangte 1710 den Adelstand
Mayer (oder Mayersfelsen), Johann BertrandDer niederösterreichische Kammer-Prokurator Johann Bertrand Mayer wurde im Jahr 1715 als Edler von Mayer in den Reichsritterstand erhoben.
Mayer, Andreasin kursächsischen Diensten, wurde am 20. Februar 1747 geadelt
Mayer, Johann AdamDer Hofrat und geh. Kammeralmeister wurde im Jahr 1764 als Edler von Mayer in den Reichsritterstand erhoben.
Mayer Johann Kristianwurde 1773 geadelt
Mayer, PaulDer pensionierte Oberstwachtmeister wurde im Jahr 1786 geadelt.
Mayer, Christoph FriedrichMajor, preußischer Adel 15. Oktober 1786
Mayer, Josef Anton und Fidel DamianDie Brüder wurde den 1789 geadelt, sie gehörten zu den Biberacher Patriziern.
Mayer, Johann GeorgHofrat und Rentmeister in Passau, erhielt am 6. Juli 1792 vom Kurfürst Karl Theodor ein Adelsdiplom.
Mayer (Mayr)Geadelt von Kurfürst Max Josef von Bayern 1801.
Mayer, Dr. Karl Wilhelm TraugottAdvokat und Besitzer von Ruppersdorf, wurde am 10. Februar 1822 vom König von Sachsen geadelt.
Mayer, Johann Andreas Eduardpreußischer Adel am 20. Mai 1865
Mayer, Anna Franziska AntoniaSie erhielt am 30. Juni 1875 den hessischen Adel.

### Mit Beinamen
Mayer von Adlertreu, Johann AntonDer Salzversilberer Johann Anton Mayer wurde am 7. März 1794 mit dem Beinamen von Adlertreu geadelt.
Mayer von Ahrdorf, EduardOlmützer Archivar, geadelt am 6. Oktober 1875
Mayer von Alten-Pankstein,Reichsadel am 11. März 1613 für die Brüder Niklas, Augustin, Michael Johann, Moses und Konrad.
Mayer von Bennigshofen, Johann Rudolfnobilitiert 1706
Mayer von Bocksdorf, Konradnobilitiert 22. Mai 1586
Mayer von Eichrode, F.Der österreichische Oberst F. Mayer, Platzkommandant von Pavia wurde 1859 mit von Eichrode geadelt.
Mayer von Falkhen, Johann JakobMilitär, 12. Mai 1599
Mayer von FuchstadtEine kärnthner Familie, die das Erbstäbelmeisteramt in Kärnthen hatte.
Mayer von Gravenegg, JosefEin österreichisches Geschlecht. Josef Mayer von Gravenegg war 1835 Vizepräsident bei der k.k. allgemeinen Hofkammer, 6. März 1850.
Mayer von Hagenthal, Johann LeopoldDer Vize-Domamt-Gegenhändler Johann Leopold Mayer zu Linz wurde im Jahr 1715 als Edler von Hagenthal in den Reichsritterstand erhoben.
Mayer von Heldenfeld, AntonDer FML wurde im Jahr 1816 in den Freiherrnstand erhoben.
Mayer von Heldensfeld, JohannDer Unterlieutenant wurde im Jahr 1777 mit dem Beinamen von Heldensfeld geadelt (wahrscheinlich identisch mit Heldenfeld), der FML Anton Mayer von Heldensfeld erhielt 1816 den Freiherrenstand, der Landgerichtsrat Anton M.v.H. am 22. Oktober 1850.
Mayer von Löwenschwert, JosefDer österreichische Hauptmann wurde im Jahr 1811 mit dem Beinamen von Löwenschwert geadelt. Im Jahr 1850 wurde Oberst Friedrich Mayer von Löwenschwert in den Freiherrnstand erhoben.
Mayer von Mayendorn, MartinDer österreichische Gubernialrat in Galizien wurde 1851 als von Mayendorn (auch von Mayborn) geadelt.
Mayer Mayenburg, Johann Jakob (Mayer oder Meyer)Aus Schaffhausen, mehrerer Reichsfürsten Rat und Leibmedikus, wurde von Kaiser Karl VI im Jahr 1706 mit dem Beinamen von Mayenburg geadelt.
Mayer von Mayenfeld, Jakob FriedrichDer k.k. Kriegskommissar Jakob Friedrich Mayer wurde im Jahr 1743 als Edler von Mayerfeld geadelt.
Mayer von Mayeregg, Jakob ChristofDer Pfleger zu Steinach Jakob Christof Mayer wurde im Jahre 1710 mit von Mayeregg geadelt, mit dem Wappen Schild geteilt oben ein Löwe unten eine Eule mit einer Krone statt des Kopfes; Johann Mayer von Mayeregg, Typographus, gestorben zu Salzburg 1703, Frau Anna Viktoria geb Mayer von Mayeregg war des Josef Max Kornhauser von Sternfeld Hausfrau starb zu Salzburg am 28. März 1788
Mayer von Mayer zu Payern und Perlburg, JosefAnwalt in Botzen, Adel am 30. Juli 1857
Mayer von Mayern, Johann GottfriedDer Geheime Justizrat Johann Gottfried Mayer wurde im Jahr 1770 mit Edler von Mayern geadelt
Mayer von Mayersbach, MoritzDer Arzt aus Prag wurde im Jahr 1812 in den Ritterstand erhoben. Dessen Vater der Rat und Leibmedikus Johann Ignaz Mayer wurde im Jahr 1744 mit obigem Beinamen geadelt
Mayer von Mayersberg, HeinrichDer Ratsmann aus Breslau wurde im Jahr 1704 in den böhmischen Adelstand erhoben. Er starb, ohne Nachkommen zu hinterlassen. Er war in Nürnberg geboren. Dort bekleideten schon sein Vater Lorenz und sein Großvater Heinrich Lorenz Mayer sowie sein Urgroßvater Konrad Mayer wichtige Stellen. Letzterer verlor als Hauptmann der Kreistruppen sein Leben
Mayer von Mayersberg, Stefan Anton FranzDer Oberamtmann Stefan Anton Franz Mayer zu Klosterwald wurde im Jahr 1736 mit dem Beinamen von Mayersberg geadelt
Mayer von Mayersfeld, NiklasDer k.k. Hauptmann Niklas Mayer wurde im Jahr 1759 mit dem Beinamen von Mayersfeld geadelt
Mayer von MayersfelsAdelsprädikat 1590; Reichsadelsstand als von und auf Maschcowitz 1610; Böhmischer Ritterstand 1667; bayrischer Ritterstand 1808
Mayer von Meyernstein, Matthias RudolfRittmeister, Adel am 11. Januar 1688
Mayer von Mayrau, Dr. KajetanDer österreichische Ministerialrat im Departement des Innern Dr. Kajetan Mayer (1811–1883) erlangte im April 1854 den Adelstand und wurde als von Mayrau in den Freiherrenstand erhoben.
Mayer von Meirburg oder Mayerberg, AugustinKaiserlicher Hofkammerrat, erlangte 1666 die Freiherrnwürde. Derselbe war Botschafter zu Moskau.
Mayer von Montcarnbien, AntonMajor der Jäger, 13. März 1867
Mayer von Oberschellang, JohannNobilitiert 12. Oktober 1680
Mayer zu Peyrn und PerburgDer Lizenziat der Rechte und Landgerichtsadvokat Mayer wurde im Jahr 1757 mit dem Beinamen zu Peyrn und Perburg geadelt.
Mayer von Purkriett, GeorgNobilitiert 7. April 1593
Mayer von Quellenbach, LorenzDer Oberleutnant Lorenz Mayer wurde im Jahr 1816 mit dem Beinamen von Quellenbach geadelt.
Mayer von Reichheimb, Franz GottliebDer Kriegskassenverwalter bei der oberösterreichischen Landschaft Franz Gottlieb Mayer wurde im Jahr 1714 mit dem Beinamen von Reichheimb geadelt.
Mayer von Sonnenberg, GeorgDer Hauptmann Georg Mayer wurde im Jahr 1814 mit dem Beinamen von Sonnenberg geadelt.
Mayer von Starkenthurm, JohannÖsterreichischer Adel, Johann Mayer von Starkenthurm war 1857 Hauptmann im 45. k.k. Infanterie-Regiment.
Mayer auf Starzhausen, HubertDer königlich bayrische Hofrat Hubert Mayer erhielt am 25. August 1784 ein pfalzgräflich zeil'sches Edelendiplom und am 29. November des Jahres die kurfürstliche Bestätigung.
Mayer von Stein, AlbrechtNobilitiert 1602
Mayer von Stolzenberg, Georg FriedrichDer k.k. Rittmeister Georg Friedrich Mayer wurde im Jahr 1765 mit dem Beinamen von Stolzenberg geadelt.
Mayer von Wandelsheim, MatthiasDer Reichsvikariatshofgerichts Agent Matthias Mayer erhielt vom Kurfürsten Karl Theodor am 10. September 1790 ein Edelendiplom.
Mayer von Weidhausen, KasparNobilitiert 1594
Mayer von Wildenfels, Franz XaverDer österreichische Rittmeister Franz Xaver Mayer wurde im Jahr 1810 mit dem Beinamen von Wild(en)fels geadelt.
Mayer von der Winterhalde, AdolfÖsterreichischer Major im peterwardeiner Grenzregiment Nr 9, wurde 1851 in den rittermäßigen Adelstand erhoben.
Mayer von Wopretic (Opretic), Nikolaus14. September 1538
Mayer auf Zaar, JosefDer Gutsbesitzer Josef Mayer erhielt ein königlich bayerisches Adelsdiplom am 19. Januar 1814.

## Meier
MeierBasler Adel, Wappen ein gestürzter Pfeil und Mond übereinander (Hemman Meier (1402), Adelberg Meier Bürgermeister zu Basel (1548), ebenso Bernhart (1558) Letzterer hatte Söhne. Der Stamm war 1580 noch blühend)
MeierEin schlesisches Geschlecht, das aus Mecklenburg stammen soll. Im Jahr 1768 erhielt das Geschlecht den litauischen Adel, angehörig der Landschaftsrat Iwan Alexander von Meier († 11. April 1847). Herren auf Ransen, Wappen: In Blau über einem silbernen wachsenden Halbmonde ein silberner ausliegender Pfeil oben von zwei silbernen Sternen begleitet. Drei silberne und zwei blaue Straußenfedern schmücken den gekrönten Helm, dessen Decken blau und silbern sind
MeierEin anderes Geschlecht, auf Paradis in Ostpreußen sesshaft
Meier, Ludwig Arnhold ErnstAm 5. Mai 1888 erhielt der Regierungsrat und Kurator der Universität Göttingen Ludwig Arnhold Ernst Meyer den preußischen Adel

## Meyer
Meyer, KurtRittmeister, wurde im 17. Jahrhundert geadelt. Er starb als celle'scher General. Es scheint, dass die Familie mit seinem Sohn Karl Ludwig von Meyer zu Thedinghausen erloschen ist
Meyer, Johann Adamkaiserlicher Salzamtsverwalter in Schlesien, wurde 1692 in den Adelstand erhoben
Meyer, Franzgewesener kurmainzer Zollschreiber zu Gernsheim und Keller zu Burgjosa und Hausen, wurde von Kaiser Leopold in den Adelstand erhoben. Das Diplom wurde um das Jahr 1712 ausgefertigt. Sein Sohn Johann Georg war Reichshofratskanzlist
Meyer, Samuel SebastianOberstleutnant bei Buddenbrock, preußischer Adel am 16. Mai 1729
MeyerEine ursprünglich mecklenburgische adlige Familie, aus welcher mehrere Offiziere im preußischen Heer stehen. Heinrich Meyer, ältester Bürgermeister der Stadt Bremen, welcher 1743 geadelt wurde, mag der Stammvater dieser Familie sein. (Eventuell Heinrich Meier II.)
Meyer, AndreasBürgermeister in Sachsen, wurde 1747 geadelt
Meyer, Johann JoachimMajor bei Kleist-Husaren, erlangte am 20. Oktober 1769 den preußischen Adel
MeyerEine adlige Familie aus Pommern und Mecklenburg, aus welcher mehrere Offiziere im preußischen Heer standen. Die Familie wurde am 3. April 1771 geadelt.
Meyer, Daniel WilhelmPräsident der südpreußischen Regierung, wurde am 2. Oktober 1776 geadelt
Meyerpreußischer Adel am 2. Oktober 1786
Meyer aus dem Haus DuhrenhofMeyer, Christian Heinrich, großherzoglich litauischer Oberstwachtmeister, erhielt 1788 den Reichsadelstand
Meyerpreußischer Adel am 6. Juni 1739
Meyer (Meyern), Johann Antonaus dem Hildesheim stammend und verheiratet mit einer angesehenen Frankfurterin Kaufmann, wurde 1789 mit seinen Brüdern von Kaiser Josef II. in den Adelstand erhoben. Sein Sohn Johann Friedrich von Meyer ist als Dichter sowie auch als Theologe bekannt geworden. Er kaufte sich in Frankfurt ein und starb 1849 als Appell- und Kriminalgerichtspräsident auch Bundestagsgesandter in Frankfurt.
Meyer, Christian Danielkaiserlich russischer Major und seine beiden Brüder Heinrich Rudolf Gotthard und Johann Anton, wurden 1789 geadelt
Meyerpreußischer Adel am 7. Juli 1798
Meyereine andere Familie, preußischer Adel am 6. Juli 1798
Meyer, Christophwurde im Jahr 1817 in Wien geadelt
Meyerauf Czarnotul im Großherzogtum Posen um 1823 mit Wappen Gozdawa
Meyer, Bernhard (1810–1874)gewesener Staatsschreiber zu Luzern wurde 1854 in Österreich geadelt
Meyer, Leuthold Wilhelm Sinnrichpreußischer Adel 1. Juli 1865
Meyerpreußischer Adel 28. Februar 1885 und 13. Juni 1883 für die Söhne des hannoverischen Generalleutnants Hans Georg Meyer
Meyer aus den Häusern Lysohn und Druweenschwedischer Adelsstand für Valentin Meyer am 7. August 1641
Meyher (auch Meyer o. ä.)erloschenes westfälisches Briefadelsgeschlecht

### Mit Beinamen
Meyer genannt Rautenfelspolnischer Adel, 16. August 1645 kurländisches Indigenat
Meyer von Festenwald, JohannDer österreichische Offizier Johann Meyer wurde am 15. September 1841 als von Festenwald geadelt
Meyer von Bergersdorf, Anton Peterwurde im Jahr 1777 geadelt
Meyer von Jegersbach, Anton Peter1777 nobilitiert
Meyer von Knonauein altadeliges Geschlecht im Kanton Zürich, welches seit 1363 da selbst eingesessen ist. Das Stammhaus ist die Burg Knonau. Rudolf Meyer von Knonau ist der Stammvater – im 13. Jahrhundert lebend – von dem die Geschlechtsreihe ununterbrochen diplomatisch gewiss bis zur Jetztzeit
Meyer von Meyerfeld, Heinricherhielt am 3. September 1707 den böhmischen Adel. Wilhelm Ludwig Meyer erlangte 1757 mit obigem Beinamen den Reichsadelstand, darunter: Ferdinand von Meyerfeld
Meyer von Meyersbach, Melchior Kristoferlangte 1634 den Adelstand
Meyer von Meyersbach, Gottfried JoachimDer Kommerzienrat Gottfried Joachim Meyer wurde im Jahr 1756 mit obigem Beinamen geadelt. Die Familie zog 1768 nach Wien, im Jahre 1760 war sie in den Ritterstand erhoben worden.
Meyer von Münzbrucherloschenes königlich-schwedisches niedersächsisches Briefadelsgeschlecht
Meyer zu Polling, HieronimusGutsbesitzer zu Pollingen aus Aarau in der Schweiz, erhielt vom König von Bayern am 23. Mai 1814 den Adel.
Meyer von Segebergeine reichsritterliche Familie aus Schwaben. Der fürstlich thurn- und taxis'sche geheime Rat und Leibarzt Franz Xaver Meyer (auch:Maier, Mayer, Meyer) wurde am 23. Juni 1760 als Meyer von Segeberg in den rittermäßigen Adelstand erhoben.
Meyer von Starkenbach, Karl Theophilpreußischer Adel am 14. September 1779
Meyer von Urach, Ernst Karl WilhelmDer Leutnant Ernst Karl Wilhelm Meyer erhielt am 3. März 1791 mit dem Namen Meyer von Urach preußischen Adel.

### Mayer bei Gauhe (insbesondere Schweizer Geschlechter)
Bei Gauhe werden alle Meyer und Mayr subsumiert.
- Mayr von Herdliberg
- Mayr von Glacis und Hochfelden
- Mayr von Windeck
- Mayr von Reidnow
- Mayr von Sickingen
- Mayr von Altstedten
- Mayr von Sitten
- Mayr von Mür
- Mayr von Knorrow (s. o.)
- Mayr von Bürglen
- Mayr von Eppenberg
- Mayr von Gallen
- Mayr von Ummendorf

## Mayr etc.
- Mayr: Franz Xaver von Mayr (1756–1838), 1801 Ritter, ab 1825 Freiherr
- Mayr von Melnhof: Franz Mayr von Melnhof, 1859 Edler von, ab 1872 Freiherr